# HMS Barrosa (D68)
Pour les autres navires du même nom, voir HMS Barrosa.
Le HMS Barrosa est un destroyer de classe Battle de la Royal Navy.
Le nom fait référence à la bataille de Barrosa.

## Histoire
En 1948, le Barrosa rejoint la 4e flottille de destroyers (en) au sein de la Home Fleet. En 1950, le Barrosa et un de ses sister-ships accompagne le porte-avions HMS Vengeance dans un certain nombre d'exercices navals et de visites de ports. Le Barrosa est placé en réserve la même année.
En juin 1953, il participe à la revue de la flotte à Spithead, à l'occasion du couronnement de la reine Élisabeth II, entre les sister-ships HMS Aisne et HMS Agincourt. La même année, il rejoint la 4e escadre de destroyers (en) au sein de la Home Fleet et la Mediterranean Fleet.
En novembre 1956, Barrosa fait partie de la force de la Royal Navy déployée dans l'est de la Méditerranée pendant la crise de Suez.
Le 15 mars 1959, le Barrosa entre en collision avec le HMS Corunna dans le golfe de Gascogne. Ensuite il devient un piquet radar et reçoit un nouvel armement anti-aérien, un nouveau radar et l'ajout du système de missile Sea Cat. En 1963, il rejoint la 8e flottille de destroyers en Extrême-Orient puis la 24e escadre d'escorte. Il a aussi pour mission de lutter contre la piraterie. Le 10 février 1963, il intercepte un bateau pirate, une fusillade a lieu, un marin britannique meurt. Le navire effectue des patrouilles anti-infiltration au cours de la confrontation indonésio-malaisienne.
En décembre 1968, le Barrosa est mis hors service et mis à disposition en 1972. En 1974, le Barrosa est utilisé comme hangar de stockage à Portsmouth. Il arrive à Blyth, où il est mis au rebut le 1er décembre 1978.